# Vireaux
Vireaux ist eine französische Gemeinde mit 102 Einwohnern (Stand: 1. Januar 2022) im Département Yonne in der Region Bourgogne-Franche-Comté (vor 2016 Bourgogne) im Osten Frankreichs. Die Gemeinde gehört zum Arrondissement Avallon und zum Kanton Tonnerrois (bis 2015 Tonnerre). Die Einwohner werden Virotins genannt.

## Geografie
Vireaux liegt etwa 37 Kilometer ostsüdöstlich von Auxerre am Armançon. Umgeben wird Vireaux von den Nachbargemeinden Lézinnes im Norden und Osten, Pacy-sur-Armançon im Süden und Südosten, Sambourg im Süden und Westen sowie Tonnerre im Nordwesten.

## Bevölkerungsentwicklung
| Jahr                      | 1962 | 1968 | 1975 | 1982 | 1990 | 1999 | 2006 | 2013 |
| ------------------------- | ---- | ---- | ---- | ---- | ---- | ---- | ---- | ---- |
| Einwohner                 | 256  | 219  | 182  | 168  | 153  | 130  | 156  | 135  |
| Quelle: Cassini und INSEE |      |      |      |      |      |      |      |      |

## Sehenswürdigkeiten
- Kirche Saint-Nicolas

## Persönlichkeiten
- Jean-Baptiste Muard (1809–1854), Mönch, Gründer der Bruderschaft von Saint-Edme